# Raijanselkä
Raijanselkä är en kulle i Finland.   Den ligger i den ekonomiska regionen  Fjäll-Lappland  och landskapet Lappland, i den norra delen av landet, 900 km norr om huvudstaden Helsingfors. Toppen på Raijanselkä är 501 meter över havet, eller 136 meter över den omgivande terrängen. Bredden vid basen är 3,5 km.
Terrängen runt Raijanselkä är platt västerut, men österut är den kuperad. Trakten runt Raijanselkä är nära nog obefolkad, med mindre än två invånare per kvadratkilometer. Det finns inga samhällen i närheten. 